# Histaminski H4 receptor
Histaminski H4 receptor je član familije G protein spregnutih receptora.

## Distribucija u tkivu
4 je visoko izražen u koštanoj srži i belim krvnim zrncima. On reguliše otpuštanje neutrofila iz kičmene moždine i naknadnu infiltraciju u zimosanom indukovanom mišjem modelu zapaljenja plućne maramice. On je takođe izražen u crevima, jetri, plućima, slezini, testisima, timusu, krajnicima, i dušniku.

## Funkcija
Pokazano je da  posreduje hemotaksu mastocita. Smatra se da do toga dolazi putem mehanizma  spregnutog smanjenja .

## Struktura
3D struktura  receptora nije rešena usled problema vezanih za GPCR kristalizaciju. Razvijen je niz strukturnih modela 4 receptora za različite svrhe. Prvi model 4 receptora je formiran putem homolognog modelovanja baziranog na kristalnoj strukturi goveđeg rodopsina. Taj model je korišten za interpretaciju podataka mutageneze pojedinih mesta sekvence, čime je otkriven značaj Asp94 (3.32) i Glu182 (5.46) ostataka za vezivanje liganda i aktivaciju receptora.
Drugi strukturni model 4 receptora baziran na rodopsinu je uspešno korišten za identifikaciju novih liganda.
Nedavni progres u GPCR kristalizaciji, posebno određivanje strukture ljudskog histaminskog H1 receptora u kompleksu sa doksepinom će uticati na poboljšanje kvaliteta novih strukturnih modela 4 receptora.

## Ligandi

### Agonisti
- 4-Metilhistamin
- VUF-8430 (2-[(Aminoiminometil)amino]etil estar karbamimidotionske kiseline)

### Antagonisti
- Tioperamid
- (1-[(5-hloro-1H-benzimidazol-2-il)karbonil]-4-metilpiperazin)

### Terapeutski potencijal
Inhibicija H4 receptora se može koristiti u tretiranju astme i alergije.
Visoko selektivni antagonist histaminskog 4 receptora VUF-6002 je oralno aktivan i inhibira aktivnost mastocita i eozinofila in vivo. On ima antiinflamatorne i antihiperalgezivne efekte.

## Spoljašnje veze
- HRH4+protein,+human на 